# Волик, Михаил Александрович
Михаил Александрович Волик (1921—1945) — лейтенант Рабоче-крестьянской Красной Армии, участник Великой Отечественной войны, Герой Советского Союза (1945).

## Биография
Михаил Волик родился 4 сентября 1921 года в селе Большой Болград (ныне — Озеряны Генического района Херсонской области Украины) в крестьянской семье. В годы коллективизации семья Воликов была объявлена «кулаками» и выслана на Урал. Отец Волика стал работником лесоповала, мать — прачкой. Из-за плохих условий жизни Анна Волик предложила мужу бежать, но тот отказался, так как за подобное грозил расстрел, и тогда она сама вместе с Михаилом и его братом Евгением бежала через тайгу. После долгих скитаний они добрались до города Мир, где местные жители помогли Анне Волик устроиться на работу и достать документы. Через некоторое время Анна с сыновьями переехала в Донбасс, а затем в Мелитополь к родственникам.
Михаил Волик окончил неполную среднюю школу, затем поступил в школу фабрично-заводского ученичества. В 1941 году, незадолго до начала Великой Отечественной войны, он был призван на службу в Рабоче-крестьянскую Красную Армию, служил в Буковине.

## Великая Отечественная война
С первых дней войны он оказался в действующей армии. Часть Волика принимала активное участие в обороне Киева. В одном из боёв он был ранен и попал в плен, содержался в одном из киевских лагерей для военнопленных. Находясь там, познакомился с молодой учительницей Галиной, которая приносила узникам пищу. Благодаря её усилиям Волик 25 августа 1942 года был освобождён.
Наладив связи с киевскими подпольщиками, Волик ушёл в партизаны. После освобождения Киевской области в 1943 году он вновь был призван в армию. Воевал на 1-м Украинском фронте, в звании лейтенанта командовал ротой 340-го гвардейского стрелкового полка 121-й гвардейской стрелковой дивизии 13-й армии. 13 июля 1944 года в бою за станцию Горохув (Варшавское воеводство, Польша) рота Волика попала во вражескую танковую засаду. Благодаря его умелым действиям рота вышла из засады с незначительными потерями, при этом нанеся значительный ущерб противнику. В бою Волик получил ранение. Приказом по 121-й гвардейской стрелковой дивизии от 23 июля 1944 года № 39/н он был награждён орденом Красной Звезды.
Лечился в госпитале в Харькове. После выздоровления вернулся в действующую армию. Особо отличился во время освобождения Польши и форсирования Одера.
В период с 14 по 28 января 1945 года на подступах к городу Кельце и в ходе боёв за ряд других населённых пунктов рота Волика находилась в первых рядах наступающих советских частей. Одной из первых переправившись через Одер в ночь с 25 на 26 января в районе города Кёбен (ныне — Хобеня, Польша), рота отразила несколько контратак противника, уничтожив более 100 вражеских солдат и офицеров. В боях Волик лично уничтожил 12 солдат противника. За отличие в тех боях 29 января 1945 года командир полка гвардии майор Герасимчук представил Волика к званию Героя Советского Союза.
В одном из последующих боёв Волик получил ранение, от которого скончался 21 февраля 1945 года в дивизионном медсанбате в населённом пункте Шёнбрунн (нацистская Германия, ныне село Яблонув в гмине Бжезница, Жаганьский повят, Польша). Первоначально был похоронен по месту дислокации медсанбата в селе Шёнбрунн. В настоящее время, с наибольшей долей вероятности, похоронен на воинском мемориале в Цыбинке.

## Награды
Указом Президиума Верховного Совета СССР от 10 апреля 1945 года за «успешное форсирование реки Одер и проявленное при этом доблесть и мужество» лейтенант Михаил Волик посмертно был удостоен высокого звания Героя Советского Союза. Также посмертно был награждён орденом Ленина.